# Sdílené domy
Sdílené domy jsou spolek, který usiluje o vytvoření sítě solidárního bydlení v České republice. Spolek vznikl v roce 2015, při čemž se složení kolektivu lehce obměňovalo. Všechny členky a členy kolektivu spojují podobné názory na politiku a představy o životě a bydlení. Dům chápou jako místo k bydlení, nikoliv jako investici.
Inspirací k založení skupiny se stala mimo jiné přednáška německého Syndikátu nájemních domů (Miethäuser Syndikat) a návštěva rakouského projektu habiTAT. Nicméně v rámci České republiky se jedná o první projekt tohoto druhu.
V rámci spolku Sdílené domy funguje sociální družstvo První vlaštovka, jehož členky a členové budou bydlet v prvním z domů sítě. Svou právní konstrukcí tento model vychází z českých družstevních tradic bydlení a zároveň tento princip rozšiřuje o komunitní rozměr. Zakoupený objekt nebude podléhat tlaku realitního trhu a s jednotlivými byty nebude možné obchodovat. Kromě poskytnutí dostupného komunitního bydlení je dalším hlavním cílem První vlaštovky podporovat sousedské vztahy a také vytvořit prostor a zázemí pro různé nekomerční tvůrčí, kulturní a společenské aktivity. Důležitou částí domu, který členstvo hledá v širším centru Prahy, bude tak i veřejný prostor.